# Annabelle (phim)
Annabelle là một bộ phim theo thể loại kinh dị siêu nhiên được Hoa Kỳ sản xuất vào năm 2014. Phim do John R. Leonetti đạo diễn, cùng phần sản xuất và viết kịch bản lần lượt được thực hiện bởi James Wan, và Gary Dauberman. Đây vừa là phần tiếp theo, vừa là bộ phim nhỏ trích từ The Conjuring (2013). Bộ phim có sự góp mặt của Annabelle Wallis, Ward Horton, và Alfre Woodard.
Annabelle được chọn công chiếu tại TCL Chinese Theatre, Hollywood, Los Angeles vào ngày 29 tháng 9, trước khi được phát hành chính thức vào ngày 3 tháng 10 năm 2014. Tuy bộ phim nhận được những đánh gia đa phần là tiêu cực từ phía các nhà phê bình, nhưng nó là một thành công lớn về mặt thương mại, khi đã đạt tổng doanh thu hơn 200 triệu đô-la Mỹ so với kinh phí làm phim chỉ 6.5 triệu đô-la Mỹ. Tiền truyện có tiêu đề "Annabelle: tạo vật quỷ dữ" đã được phát hành vào ngày 11 tháng 8 năm 2017.

## Nội dung
Bộ phim bắt đầu với cảnh đầu tiên từ The Conjuring, với hai người phụ nữ và một người đàn ông vào năm 1968 đang kể với Ed và Lorraine về trải nghiệm của họ với con búp bê mà họ nghĩ đã bị ám, với cái tên Annabelle.
Vào năm 1967, John Form (Ward Horton) cùng vợ là Mia (Annabelle Wallis) đang chuẩn bị chào đón đứa con đầu lòng. Một đêm nọ, sau khi trở về từ nhà thờ, John tặng Mia một con búp bê mà cô đã tìm kiếm bấy lâu cho bộ sưu tập của mình.
Một đêm khác, Mia tỉnh dậy sau khi nghe tiếng thét vang từ nhà Higgins và John đã đến đó tìm hiểu. Khi trở về nhà và gọi cấp cứu theo lời chồng mình dặn, Mia bị tấn công bởi một người đàn ông và một người phụ nữ lạ mặt. Người đàn ông kịp đâm vào bụng của Mia trước khi John đến. Sau cùng, ông ta bị bắn chết bởi cảnh sát, người phụ nữ kia nấp vào một căn phòng và tự sát khi trong tay vẫn còn cầm con búp bê còn mới của Mia. Trên tường, bà ta đã dùng chính máu của mình để viết nhiều ký tự nguệch ngoạc và một giọt máu đã vô tình rơi vào và chảy vào trong mắt của con búp bê. Ở bệnh viện, bác sĩ đã bảo cô chỉ bị thương nhẹ ở cổ tử cung mà không có thương tích gì với đứa bé trong bụng. Mọi chuyện sáng tỏ dần, khi người đàn bà kia chính là con gái của nhà Higgins, Annabelle (Tree O'Toole)[Janice ở trong bộ phim Annabelle 2], cùng bạn trai của mình, họ đều là người cùng trong một giáo phái tôn sùng quỷ Satan.
Khi họ đang cố gắng trở lại cuộc sống bình thường, Mia lại tiếp tục may vá còn John thì tiếp tục đi làm; họ lại bắt đầu trải qua nhiều sự việc kì lạ trong nhà của mình. Mia tin rằng tất cả mọi chuyện đều do con búp bê và John đã ném nó ra ngoài thùng rác. Một ngày nọ, khi Mia đang may, chiếc bếp tự động bật lên và bắt lửa, khiến cô phải bỏ chạy nhưng lại vấp ngã xuống đất. Lúc cô đang cố trườn đi, một thế lực vô hình kéo lê cô trên sàn, nhưng lại buông tha cho cô khi một toán người đến giúp đỡ. Cũng trong lần tai nạn đó, cô hạ sinh một bé gái tên là Lea. Do Mia cảm thấy không thoải mái khi về đó nữa, họ nhanh chóng dọn đến một căn chung cư. Khi dọn dẹp đồ, Mia lại tìm thấy con búp bê nằm dưới đáy hộp, và để lại nó trong chiếc kệ cùng với bộ sưu tập búp bê của mình. Mọi chuyện từ đó lại trở nên bình thường, cho đến một hôm, khi Mia lại ở một mình trong nhà, cô bị những thế lực siêu nhiên làm phiền nhiễu. Cô bước vào phòng khi nghe thấy thứ gì đó phát ra từ cửa sổ và bị làm cho hoảng sợ bởi một bé gái mặc áo trắng đứng cạnh phòng. Khi cánh cửa phòng bắt đầu khép lại, cô bé đã chạy đến và Annabelle xuất hiện với mình đầy máu, rồi biến mất.
Mia sau đó đã tìm hiểu và biết được ở giáo phái đó, để triệu hồi quỷ dữ, họ phải hiến tế bằng một linh hồn. Biết được Annabelle mong muốn tước đi linh hồn của con gái mình, Mia cùng John liên lạc đến một linh mục tại nhà thờ, Cha Perez (Tony Amendola), để đề nghị giúp đỡ. Khi Cha mang con búp bê đến nhà thờ, ông nhìn thấy hồn ma của Annabelle đứng sau mình, và khi ông cố gắng chạy vào trong, một thế lực vô hình tấn công ông, khiến ông bị thương trầm trọng. Hồn ma của Annabelle sau đó đã mang con búp bê đi. Tại bệnh viện, John cố gọi cho Mia để cảnh báo cho cô nhưng bất thành.
Khi Mia đang ở nhà cùng Evelyn (Alfre Woodard), họ chạm trán với một thế lực siêu nhiên. Evelyn cố gắng lôi Mia ra khỏi căn hộ, nhưng chính cô đã bị quỷ dữ đuổi ra khỏi đó, để lại Mia đang tìm con mình trong căn hộ. Khi nhìn thấy con búp bê đang nằm trong nôi của Lea, Mia đã giận dữ đập nó trên thành nôi. Khi John về đến nhà, anh và Evelyn nhìn thấy Mia đang đứng trên cửa sổ, tay cầm con búp bê và định nhảy. Họ cố gọi cô xuống, nhưng Mia muốn tự vẫn để ác quỷ bắt cô đi và buông tha cho con gái mình. Khi cô định nhảy, John kéo cô vào lại trong nhà. Một lúc sau, cả hai đã nhìn thấy Evelyn đang đứng trên cửa sổ cùng con búp bê, khi cô định tự vẫn để cứu con gái của họ, vì không thể cứu lấy con gái của mình đã mất vì tai nạn xe trước đây. Cô lập tức nhảy và đáp xuống lề đường bên ngoài căn hộ cùng với Annabelle. Lea sau đó đã trở lại an toàn trong nôi.
6 tháng sau, trong một lần Mia, John và Lea rời khỏi nhà thờ, họ chia sẻ việc không còn nhìn thấy Annabelle từ sau vụ tai nạn trước đây nữa. Bộ phim sau đó đã chuyển hướng về một cửa tiệm, nơi một người đàn bà đến và mua Annabelle để tặng cho con gái mình. Bộ phim sau cùng đã cho thấy Annabelle đang ngồi trong khung kính, hệt như cảnh của The Conjuring.

## Dàn diễn viên
- Annabelle Wallis[10] trong vai Mia Form
- Ward Horton[10] trong vai John Form
- Alfre Woodard[11] trong vai Evelyn
- Eric Ladin[12] trong vai Thám tử Clarkin
- Brian Howe[12] trong vai Pete Higgins
- Tony Amendola trong vai Father Perez
- Kerry O'Malley trong vai Sharon Higgins
- Ivar Brogger trong vai Dr. Burgher
- Tree O'Toole trong vai Annabelle Higgins
  - Keira Daniels trong vai Annabelle Higgins lúc nhỏ
- Morganna May trong vai Debbie
- Michelle Romano trong vai Mary
- Christopher Shaw trong vai Fuller

## Sản xuất
Vào ngày 8 tháng 11 năm 2013, hãng Warner Bros. và New Line Cinema xác nhận về một bộ phim phụ có sự xuất hiện của búp bê Annabelle trích từ The Conjuring. Nó cũng được dựa trên câu chuyện thực do Ed và Lorraine Warren điều tra và vụ việc của Annabelle được xuất hiện trong chương ba của cuốn "The Demonologist: The Extraordinary Career of Ed and Lorraine Warren" bởi Gerard Brittle. Bộ phim do Peter Safran và James Wan sản xuất, cùng việc đạo diễn và viết kịch bản lần lượt do John R. Leonetti và Gary Dauberman đảm nhận.
Chính Leonetti khẳng định việc phim trường có ma ám trong phim trường làm phim, khi anh cho rằng có bụi của "3 ngón tay quỷ" hằn lên cửa sổ, trùng với số ngón tay và móng vuốt của con quỷ trong phim. Đồng thời, một chùm đèn kính rơi xuống đầu của người gác phim trường, trùng với kịch bản khi con quỷ giết một người canh gác ở hành lang

### Tuyển vai
Vào ngày 15 tháng 1 năm 2014, Annabelle Wallis và Ward Horton được xác nhận việc tham gia vai chính của phim. Ba diễn viên khác là Eric Ladin, Brian Howe và Alfre Woodard cũng lần lượt xác nhận tham gia phim.

### Ghi hình
Bộ phim chính thức bấm máy từ ngày 27 tháng 1 năm 2014 tại The Book Shop, Covina. Vào ngày 25 tháng 2 năm 2014, bộ phim tiếp tục ghi hình tại South Normandie Avenue, nơi đoàn làm phim gồm 55 người tiếp tục quay phim trong nhiều ngày.

## Phát hành
Annabelle được chọn công chiếu tại TCL Chinese Theatre, Hollywood, Los Angeles vào ngày 29 tháng 9, trước khi phát hành chính thức vào ngày 3 tháng 10 năm 2014, với hơn 52 thị trường lớn nhỏ trên khắp thế giới.

### Tiếp nhận

#### Tại các phòng vé
Tính đến ngày 2 tháng 11 năm 2014, phim đã đạt doanh thu 82,500,000 đô-la Mỹ tại khu vực nội địa, cùng 149,000,000 đô-la Mỹ từ thị trường quốc tế, nâng tổng doanh thu của phim trên toàn cầu đạt 231,500,000 đô-la Mỹ.

##### Tại khu vực Bắc Mỹ
Theo các phân tích ban đầu, Annabelle có thể đạt từ 25 đến 27 triệu đô-la Mỹ trong tuần đầu phát hành, nhưng theo ước lượng vào cuối tuần công chiếu, người ta dự đoán phim chỉ có thể đạt từ 20 đến 22 triệu đô-la Mỹ. Khi Annabelle được phát hành chính thức vào ngày 3 tháng 10 năm 2014 tại 3,185 rạp chiếu tại khu vực Bắc Mỹ, nó thu về 2.1 triệu đô-la Mỹ trong đêm công chiếu đầu tiên vào ngày thứ Năm, vượt mặt đối thủ là Gone Girl với lượng doanh thu trong ngày đầu chỉ đạt 1.25 triệu đô-la Mỹ, nhưng vẫn chưa thể vượt qua phần gốc của nó, khi hơn 1 năm trước, Conjuring đã thu về 3.3 triệu đô-la Mỹ trong đêm công chiếu vào thứ Năm.
Cho đến cuối tuần, phim bị Gone Girl truất ngôi và rơi xuống vị trí thứ hai, với lượng doanh thu trong tuần đầu công chiếu đạt 37,200,000 đô-la Mỹ từ 3,185 rạp chiếu (thu về khoảng 11,659 đô-la Mỹ ở mỗi rạp), cách biệt chỉ xấp xỉ 400.000 đô-la Mỹ so với Gone Girl. Đây là phim có doanh thu cao thứ 11 trong tháng 10, và là phim có doanh thu cao nhất thuộc thể loại kinh dị trong năm 2014, vượt mặt The Purge: Anarchy với doanh thu trong tuần đầu là 28.9 triệu đô-la Mỹ. Đây là lần thứ hai mà một cuối tuần trong tháng 10 có 2 hay nhiều phim đạt doanh thu từ 30 triệu đô-la Mỹ, khi vào năm 2008, High School Musical 3 (42 triệu đô-la Mỹ) và Saw V (31 triệu đô-la Mỹ) đã đạt được thành công này. Theo Rentrak, trong tuần đầu công chiếu, lượng khán giả của phim chia làm hai nhóm: nữ (51%) và dưới 25 tuổi (54%). Phim nhận được điểm B từ Cinemascore, thấp hơn so với điểm A- từ The Conjuring.
Trong tuần lễ thứ hai, phim đem về 16.3 triệu đô-la Mỹ (giảm 56%). Ở tuần lễ thứ 3, phim đem về 7.925 triệu đô-la Mỹ (giảm 50%), nâng tổng doanh thu trong 17 ngày là 74.127 triệu đô-la Mỹ. Trước đó, The Conjuring đạt 107 triệu đô-la Mỹ tổng lợi nhuận trong 17 ngày. Phim tiếp tục thu về 3.3 triệu đô-la Mỹ trong tuần lễ thứ 4 (giảm 58%) và đạt tổng doanh thu 79.48 triệu đô-la Mỹ trong 4 tuần công chiếu. Trong tuần lễ phát hành cuối cùng, phim mang về 2 triệu đô-la Mỹ (giảm 20%), nâng tổng doanh thu trong khu vực nội địa lên 82.5 triệu đô-la Mỹ.

##### Ngoài khu vực Bắc Mỹ
Phim được phát hành tại Nga vào ngày 26 tháng 9 năm 2014, sớm hơn 1 tuần trước ngày phát hành chính thức, đạt 2,1 triệu đô-la Mỹ trong tuần đầu công chiếu tại 793 rạp, mở đầu tại vị trí thứ 3 tại các phòng vé Nga. Doanh thu tuần đầu công chiếu của phim tại khu vực hải ngoại đạt 23,6 triệu đô-la Mỹ từ gần 3,300 rạp chiếu và từ 39 thị trường khác nhau với tổng cộng 60,8 triệu đô-la Mỹ.
Trong tuần lễ thứ hai, Annabelle thu về 28,1 triệu đô-la Mỹ từ 5,020 rạp chiếu trên 44 thị trường nước ngoài, nâng tổng doanh thu quốc tế lên 62 triệu đô-la Mỹ và tổng doanh thu trên toàn cầu lên 122,4 triệu đô-la Mỹ. Phim đứng ngôi đầu bảng tại Pháp (3,4 triệu đô-la Mỹ từ 219 rạp chiếu) và Brazil (3 triệu đô-la Mỹ từ 366 rạp chiếu) và ở vị trí thứ 2 tại Anh Quốc (3.1 triệu đô-la Mỹ). Bộ phim còn mở màn thành công tại Tây Ban Nha (1,45 triệu đô-la Mỹ từ 228 rạp chiếu) và tại Đức (1,14 triệu đô-la Mỹ từ 188 rạp chiếu). Tại Ấn Độ, Annabelle đứng ở vị trí thứ 2 (1,3 triệu đô-la Mỹ từ 218 218 rạp chiếu), đứng sau bom tấn Bollywood Bang Bang.
Tính đến ngày 13 tháng 10 năm 2014, Annabelle là phim mang thể loại kinh dị có doanh thu cao nhất tại Philippines, khi đem về 121.33 triệu Peso chỉ sau 12 ngày phát hành. Phim vượt mặt kỷ lục trước đây của Insidious: Chapter 2 (113 million triệu Peso).
Trong tuần lễ thứ ba, phim thu về 19,2 triệu đô-la Mỹ từ 4,395 rạp chiếu trên 51 thị trường quốc tế, nâng tổng doanh thu từ nước ngoài lên 92 triệu đô-la Mỹ. Trong tuần lễ thứ 4, Annabelle tiếp tục thu về 26.5 triệu đô-la Mỹ từ hơn 6,900 rạp chiếu từ 62 thị trường quốc tế, nâng tổng doanh thu tại nước ngoài lên 126.7 triệu đô-la Mỹ và đạt 206.2 triệu đô-la Mỹ tổng doanh thu toàn cầu. Bộ phim đứng đầu tại Argentina (1.2 triệu đô-la Mỹ từ 180 rạp chiếu) và phá vỡ kỉ lục mở màn thành công nhất của thể loại phim kinh dị tại Peru với 1,34 triệu đô-la Mỹ, đồng thời cũng là cú mở màn lớn thứ hai của hãng Warner Bros. tại đó. Phim cũng phá vỡ kỉ lục tương tự tại Mexico khi thu về thêm 11.2 triệu đô-la Mỹ. Đây còn là phim có doanh thu mở đầu cao thứ 3 trong năm 2014, chỉ đứng sau The Amazing Spider-Man 2 và Transformers: Age of Extinction tại đó, chiếm 59% thị trường. Tại Li-băng, đây là phim kinh dị có doanh thu cao nhất khi giữ vững ngôi đầu trong 2 tuần liền.
Trong tuần lễ thứ 5, phim mang về thêm 13,5 triệu đô-la Mỹ từ gần 6,000 rạp chiếu ở 62 thị trường. Tại Mexico, phim giữ ngôi đầu bảng trong tuần lễ thứ hai, với 3.4 triệu đô-la Mỹ từ 2,082 rạp chiếu, nâng tổng doanh thu lên 16 triệu đô-la Mỹ. Tại Peru, phim đem về thêm 739,000 đô-la Mỹ và tiếp tục đứng tại ngôi cao nhất trong tuần lễ thứ hai, đồng thời lập kỷ lục cho phim kinh dị có doanh thu tuần thứ hai cao nhất và của hãng New Line Cinema. Trong tuần lễ thứ sáu, Annabelle tiếp tục mang về 6.7 triệu đô-la Mỹ từ 58 thị trường.

#### Đánh giá chuyên môn
Annabelle nhận hầu hết là các đánh giá tiêu cực từ phía các nhà phê bình. Trên trang tổng hợp Rotten Tomatoes, bộ phim giữ lượng đánh giá chỉ 30%, dựa trên 71 bài nhận xét, cùng lượng điểm trung bình là 4.5/10, với nhận xét chung, "Annabelle lấy ý tưởng từ các phim kinh dị khác mà không nao núng, với nội dung gồm nhiều chiêu trò rẻ tiền, khiến phim không thể gầy dựng lại những gì mà The Conjuring đã có." Trên trang Metacritic, phim giữ 38/100 điểm, dựa trên 25 bài nhận xét, đồng nghĩa với mức đánh giá tiêu cực.
Scott Foundas từ Variety cho bộ phim một đánh giá tích cực, khi gọi nó "đầy cảm hứng" nhưng rẻ tiền một cách định kì. Anh cũng cho rằng phim "tạo dựng những hiệu ứng bất ngờ sơ sài, trong khi kịch bản, không khí và các yếu tố khác đều nhạt nhòa". Pete Hammond từ Deadline cho một đánh giá tích cực và cho rằng bộ phim này làm anh gợi nhớ đến nhân vật Chucky từ loạt phim Child's Play, đồng thời khẳng định "Annabelle có lẽ vẫn đủ sức để thỏa lòng người hâm mộ phim kinh dị trong tháng Halloween này."

## Phần tiếp theo
"Annabelle: (Creation)tạo vật quỷ dữ" đã được phát hành vào ngày 11 tháng 8 năm 2017.
Annabella:Annabelle has come(phần 3) ra mắt năm 2019